# 魯穆公
魯穆公（？—前377年），即姬顯，為戰國諸侯國魯國君主之一，是魯國第二十九任君主。他為魯元公兒子，承襲魯元公擔任該國君主，在位33年。在位期間實行改革，擺脫了哀、悼、元三代三桓大夫專政的問題，確立了魯公室的權威，並與鄰國齊國展開多次戰爭。

## 在位期間
元年（前415年），魯穆公實行改革，任命博士公儀休為魯相，從三桓收回政權，國政開始奉法循理。季孫氏據其封邑費、卞、東野成為獨立小國——费国，而孟孫氏和叔孫氏先後亡於齊國。
四年（前412年），齊國攻魯的莒、安陽（今山東陽穀縣東北），命吳起為將，打敗了齊軍。
五年（前411年），吳起奔魏。齊伐魯取都（一作「取一城」）。
八年（前408年），齊取魯郕。
廿二年（前394年），齊伐魯，取郕。韓救魯。
廿六年（前390年），魯國打敗齊國于平陸。

## 軼事

### 问过
鲁穆公向子思询问道：“我听说庞{米间}氏的孩子不孝顺，他的行为怎么样？”于思回答说：“君子尊重贤人来祟尚道德，提倡好事来给民众作出表率。至于错误行为，那是小人才会记住的，我不知道。”子思出去了。子服厉伯进见，穆公问他庞{米间}氏孩子的劣行，子服厉伯回答说：“这孩子的过错有三条。”都是穆公不曾听说过的。从此以后，穆公看重子思而看轻子服厉伯。
有人说：鲁国的君权，三代都被季孙氏控制着，不是应该的吗？明君发现好事就给予赏赐，发觉坏事就给予惩罚，两者目的是一致的。所以把好事报告给君主的人，也就是和君主同样喜欢好事的；把坏事报告给君主的人，也就是和君主同样厌恶坏事的：都是应该奖赏和赞誉的。不把坏事报告给君主，是和君主离心离德而和坏人紧密勾结的行为，这是应该贬斥相处罚的。现在于思不把庞子的过错告知穆公，穆公却尊重他；厉伯把庞子的过错告知穆公，穆公却鄙视他。人的心情都是喜欢受尊重而厌恶被鄙视的，所以季氏已酿成祸乱了，却没人向上报告，这就是鲁君被挟持的原因。况且这种亡国的风气，是陬、鲁地方的人自我欣赏的东西，而穆公偏偏予以推崇，不是弄反了吗？

### 魯穆公問子思
魯穆公問子思道：「什么樣的才能叫做忠臣呢?」子思說：「總是指出君主做的壞事的人，就可以稱為忠臣了。」魯穆公(聞言)不高興，子思作揖後就退下了。成孫戈覲見，魯穆公說：「剛才我問子思忠臣的事，子思說:『總是指出君主做的壞事的人，就可以稱為忠臣了。』寡人對此很困惑，不能有所得。」成孫戈說：「咦，這話說得好呀！為了君王的緣故而失去生命的人，這種人是有的。總是指出君主做的壞事的人卻從未有過。為了君王的緣故而失去生命的人，不過是盡忠於爵祿。總是指出君主做的壞事的人，是遠離爵祿的。為了義理而遠離爵祿，如果不是子思，我是不會聽說這種事的。」